# Rhodellophyceae
A Rhodellophyceae a vörösmoszatok (Rhodophyta) Proteorhodophytina csoportjának osztálya.

## Történet
A Rhodella nemzetséget L. V. Evans írta le 1970-ben 1 fajjal (Rhodella maculata). Wehrmeyer a korábbi Porphyridium violaceum P. Kornmann 1965 nevű fajt átnevezte plasztisza jellemzői és a mag nem parietális helyzete alapján Rhodella violacea névre, később azonban igazolták, hogy a két név 1 fajt jelöl, így a R. violacea (Kornmann 1965) Wehrmeyer 1971 elsőbbséget élvez.
Thomas Cavalier-Smith 1998-ban írta le a Rhodellophytina altörzs egyetlen osztályaként, miután megállapította, hogy a vörösmoszatok korábbi 2 osztályos felosztásában a Bangiophyceae parafiletikus volt, a Florideophyceae klád. Feltételezte a Rhodellophyceae kládról, hogy a Chromista utolsó közös ősének – melyet egy kétostorú egysejtűnek tekintett – plasztisza innen származik. A Rhodellophytinát 2004-ben parafiletikus csoportként írták le Saunders és Hommersand.
2011-ben Scott et al. a Dixoniellales és Rhodellales meghatározását módosították, és létrehozták a Glaucosphaeralest.
Korábban primitívnek, a „bazális vörösmoszatok” egyik kládjának tekintették, de 2017-ben Muñoz-Gómez et al. igazolták, hogy a korábban bazálisnak tekintett vörösmoszatok egy kládot alkotnak, a Proteorhodophytinát, mely az Eurhodophytina testvércsoportja. Emellett igazolták, hogy a vörös szekunder plasztiszok a mezofil vörösmoszatok, így a Rhodellophyceae kialakulása előtt jelentek meg. Ezt Moreira et al. szintén 2017-es tanulmánya is megerősítette. 2019-ben Lee et al. igazolták a Rhodellophyceae és a Porphyridiophyceae alkotta klád létét.

## Genetika
Plasztisz-DNS-e változatos méretű: a Corynoplastis japonica ptDNS-e az egyik legnagyobb az ismert vörösmoszatok közt: hossza 1 127 474 bp, ebből 991 673 nem kódoló, ebből 271 113 génközi, 720 560 intron-DNS. GC-tartalma 23,68%, összesen 311 intronja van, transzpozáza nincs. Ezzel szemben az ugyane kládba tartozó Bulboplastis apyrenoidosa ptDNS-e csak 610 063 bp – ebből 485 888 nem kódoló, ezen belül 224 262 génközi, 261 721 intron-DNS –, 31 transzpozázt tartalmaz, és legalább 220 intronja van. E két ptDNS nagy mérete ellenére a többi vörösmoszathoz hasonló számú vagy kevesebb – 179, illetve 163 – fehérjekódoló gént tartalmaz, és eltérő úton nőtt meg: míg a C. japonica ptDNS-e jelentős intronszám-növekedésen ment át, a B. apyrenoidosáéban bakteriális eredetű sorozatok és számos intron inzertációja történt.
A Rhodella violacea pbsA génjét jobban expresszálja vashiány mellett, mint vashiány nélkül. Ez állandósult hemkötő résszel rendelkezik. A HMOX2 több transzmembrán doménnel rendelkezik, és rendelkezik állati homológgal.

## Morfológia
Egysejtű vagy nem differenciált egyszerű vagy elágazó egy sejtsorú, alapi lemezzel rendelkező fonalakból álló fajok tartoznak ide, melyek nyílásai közt nincs csatlakozás. A sejtek plasztiszburka nem rendelkezik peptidoglikánnal. A Golgi-készülék a sejtmaggal és az endoplazmatikus retikulummal kapcsolatban van.
A plasztisz erősen lebenyes, csillag alakú vagy hálós, egyes fajokban rendelkezik, másokban – például a B. apyrenoidosában – nem rendelkezik pirenoiddal, színe lehet vörös, zöld vagy zöldesszürke. Többféle plasztisztípus van – például a Glaucosphaera vacuolata fajéhoz hasonló a B. apyrenoidosáé, vagy a Dixonielláéhoz hasonló, mint a Rhodellában. A pirenoiddal rendelkező plasztiszú fajok pirenoidja lehet központi vagy excentrikus helyzetű. A Rhodellában nincs a plasztiszt körbevevő tilakoid, míg például a Dixoniella és a Glaucosphaera rendelkezik ilyennel. Csak e kládban ismertek plasztoglobulusok.
Héjat hozhat létre, mely a B. apyrenoidosában vastag, nyálkás.
Egyes egysejtű fajok Golgi-készüléke ciszternái egyesültek vagy appozícióban vannak, a Neorhodella cyanea esetén viszont például mind mag körüliek.

## Ökológia
Mezofil, megtalálható édesvízi és tengeri élőhelyeken, például mangrovékben. Csak a Glaucosphaeralesben vannak édesvízi fajok, ennek plasztisza kékeszöld, fikoeritrinje és pirenoidja nincs.

## Életciklus
Életciklusában nem ismert ivaros szaporodás, az osztódás poláris gyűrűkkel és kinetochorokkal történik. A sejtciklus egyes szakaszaiban a N. cyaneában egymással szembekerülnek.

## Biokémia
Mannitot tartalmaz alacsony molekulatömegű szénhidrátként, melynek kemotaxonómiai jelentőségét Karsten et al. 1999-ben és 2003-ban is javasolták, valamint a sejt turgornyomását irányító ozmolitként és fotoasszimilációs termékként is működik. Fajonként jelentősen eltér a mannitkoncentráció: a D. griseánál 40-szer nagyobb a Rhodella spp. mannitkoncentrációja.
Pigmentje lehet R-fikocianin, és például a R. violacea karotinoidokat használ pigmentként. A fikobiliszóma allofikocianint és fikoeritrint is tartalmazhat, de vannak β-karotin- és zeaxantintartalmúakkal rendelkező fajok is.